# Nombre 208
El nombre 208 (CCVIII) és el nombre natural que segueix el nombre 207 i precedeix el nombre 209.
La seva representació binària és 11010000, la representació octal 320 i l'hexadecimal D0.
La seva factorització en nombres primers és 2⁴×13.